# Amastus reticulatus
Amastus reticulatus là một loài bướm đêm thuộc phân họ Arctiinae, họ Erebidae.